# Gigaset Communications
Gigaset Communications GmbH (anciennement Siemens Home and Office Communication Devices GmbH &. Co. KG) est une entreprise allemande spécialisée dans les équipements de télécommunications, fondée le 1er octobre 2005 en tant que filiale de Gigaset AG (anciennement Arques Industries AG).

## Diversification
En septembre 2015, Gigaset décide de lancer une nouvelle gamme de produits. La marque présente donc, à l'occasion de l'IFA trois smartphones sous Android allant de 350 € à 500 €. Ce lancement pourrait offrir une nouvelle vie à la société allemande qui a enregistré une perte de 16,6 millions d'euros sur la dernière année fiscale.

## Produits
Gigaset produit des téléphones filaires et sans fil ainsi, qu'une gamme de produits domotique (capteurs de fenêtres et porte, détecteur de mouvement, détecteur de fumée, détecteur de fuite d'eau, alarme...) 
Gigaset produit aussi des caméra de surveillances; des prises et thermostats connecté. 